# Schellenberg (Adelsgeschlecht)

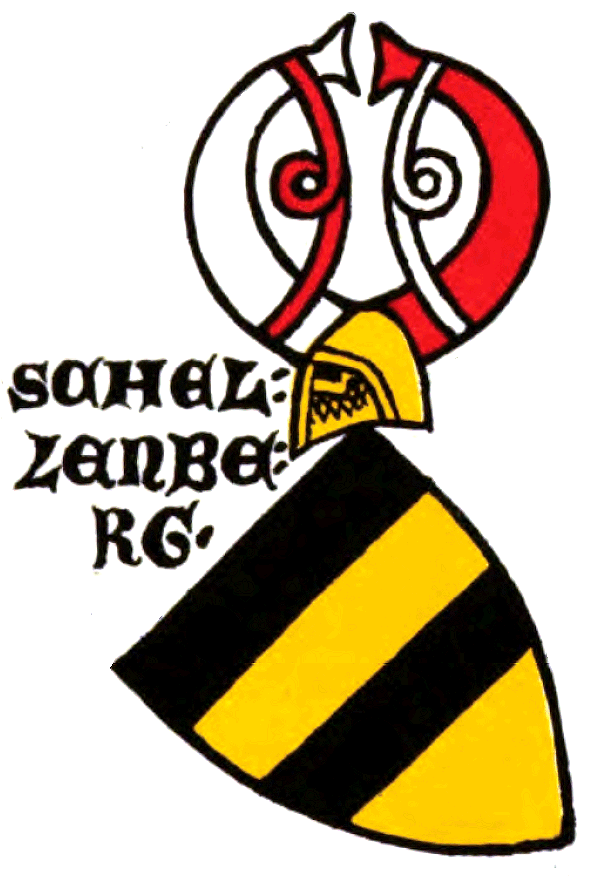
Wappen derer von Schellenberg, Zürcher Wappenrolle von 1340

Schellenberg (auch Herren von Schellenberg) ist der Name eines alten Adelsgeschlechts mit Ursprung in Schellenberg (heutiges Liechtenstein), das in den Ritterstand sowie später in den Freiherrenstand aufgenommen wurde und Anfang des 19. Jahrhunderts erlosch.
Es ist nicht zu verwechseln mit einem gleichnamigen sächsischen Uradelsgeschlecht aus Schellenberg (Leubsdorf) mit Stammsitz auf Burg Schellenberg und auch nicht mit den westfälischen Freiherren von Vittinghoff genannt Schell zu Schellenberg.

## Familiengeschichte und Denkmäler
Die Schellenbergs wurden in Quellen aus den Jahren 1137 bis 1157 als Vasallen des Otto von Freising erstmals erwähnt. Sie hatten ihren Stammsitz im oberen Isartal, dienten den Staufern ebenso wie Rudolf von Habsburg und gewannen damit politischen Einfluss und Reichtum.
In der Stauferzeit ließen sich die Herren von Schellenberg auf dem Eschnerberg (bei Feldkirch) im heutigen Gebiet Liechtensteins nieder. Hier erbauten sie in der ersten Hälfte des 12. Jahrhunderts die Burg Neu-Schellenberg und einige Jahrzehnte später die Burg Alt-Schellenberg. Es ist wahrscheinlich, dass die Stauferkönige die Schellenberg hier ansässig machten, um die Reichsstraße nach Italien zu sichern. Diesen Besitz im heutigen Fürstentum Liechtenstein verkauften die Herren von Schellenberg 1317 an die Grafen von Werdenberg-Heiligenberg. Dennoch trägt der Berg bei Eschen bis heute ihren Namen.
Im späten Mittelalter und in der Frühen Neuzeit war das Geschlecht vor allem im Allgäu, in der Baar und im Hegau begütert. Einzelne Vertreter des Hauses finden sich in Diensten der Äbte von St. Gallen und Kempten. Weibliche Familienangehörige waren Mitglieder des Klosters Lindau. Als reichsritterliches Geschlecht gehörten die Schellenberg dem Ritterkanton Hegau-Allgäu-Bodensee im Schwäbischen Ritterkreis an. 
Von 1280 bis 1374 waren die Schellenberger im Besitz von Wasserburg am Bodensee, das sie mit einer festen Mauer und einem Turm versahen. Wohl Ende des 13. Jahrhunderts erlangten sie als Reichslehen Burg und Herrschaft Rothenfels bei Immenstadt, die sie 1332 an das Haus Montfort-Tettnang verkauften. Um 1300 beerbte Marquard von Schellenberg, der auch mit der Reichsstadt Lindau in Fehde lag, die Herren von Kißlegg (Burg Alt-Kisslegg) und begründete eine eigene Linie und Herrschaft um den Marktort. 1560 bis 1570 erbaute Hans Ulrich von Schellenberg (1518–1606) dort ein hochgiebliges Schloss, das heutige „Alte Schloss“ oder „Wolfegger Schloss“. Mehrfach waren die Herren von Schellenberg-Kißlegg Vögte der Reichslandvogtei Oberschwaben. 1637 wurde Hans Christoph von Schellenberg zu Kißlegg von Kaiser Ferdinand II. in den erblichen Freiherrenstand erhoben. Bereits 1381 wurde die Herrschaft Kißlegg unter zwei Schellenberger Linien geteilt. Der eine Teil war seit 1525 im Besitz verschiedener Familien (Freiberg, Baumgarten, Trauchburger Nebenlinie des Hauses Waldburg) und kam letztlich 1793 an die Wurzacher Linie des Hauses Waldburg. Dessen Wolfegger Zweig erbte 1708 den anderen Teil der Herrschaft Kißlegg durch Heirat der letzten Schellenberger Freiin zu Kißlegg, Maria Anna (1681–1754). 1383 wurde Ritter Bertold von Schellenberg Besitzer von Schloss, Stadt und Dorf Hüfingen bei Donaueschingen in der Baar. Auch die Hüfinger Linie errang später den Freiherrentitel. 1620 wurde Hüfingen an das Geschlecht der Fürstenberg verkauft. Seit dem späten Mittelalter war eine Linie der Schellenberg in Bräunlingen bei Donaueschingen ansässig und – neben Österreich und Fürstenberg – auch Mitbesitzer der Stadt. Das dortige „Schloss Schellenberg“ brannte 1917 ab. 1557 bis 1609 gehörte den Schellenberg Schloss (von ihnen wiederhergestellt und trotz zweier Brände als „Schellenberg-Bau“ bis heute erhalten) und Herrschaft Randegg im heutigen Landkreis Konstanz.
Die Linie Schellenberg-Kißlegg starb 1708 aus. Der vermutlich letzte Angehörige des Geschlechts, Joseph Anton von Schellenberg(-Hüfingen), starb 1812 völlig verarmt in Hüfingen.

## Wappen
Die Herren von Schellenberg waren vermutlich stammverwandt mit den Herren von Neuburg; ursprünglich führten sie ein ähnliches Wappen. Das von Schwarz und Gold dreimal geteilte Wappen der Herren von Schellenberg wurde im Jahr 1340 in die Zürcher Wappenrolle eingetragen.

### Historische Wappenbilder

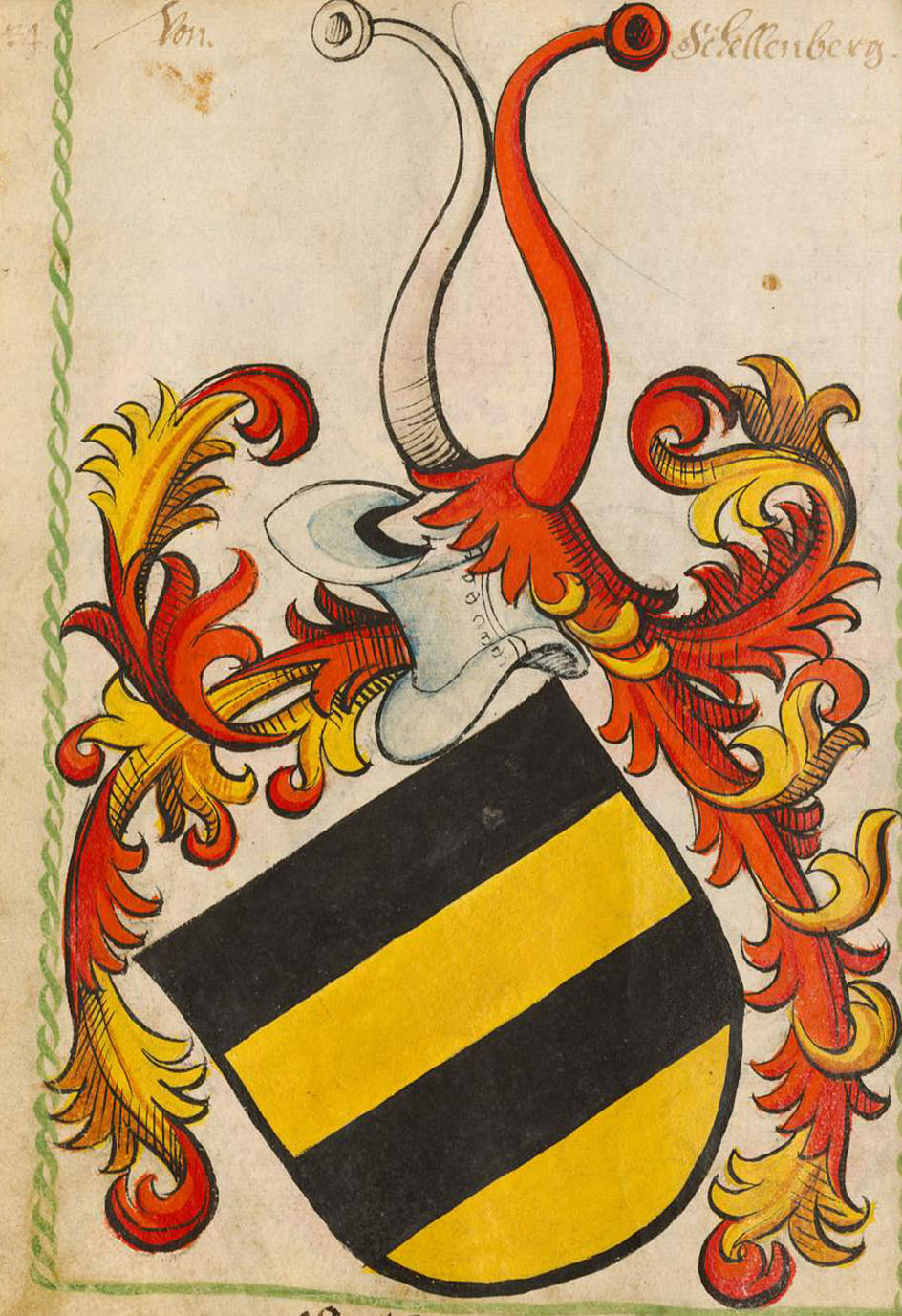
Wappen der Herren von Schellenberg, Scheiblersches Wappenbuch, älterer Teil, zw. 1450 u. 1480
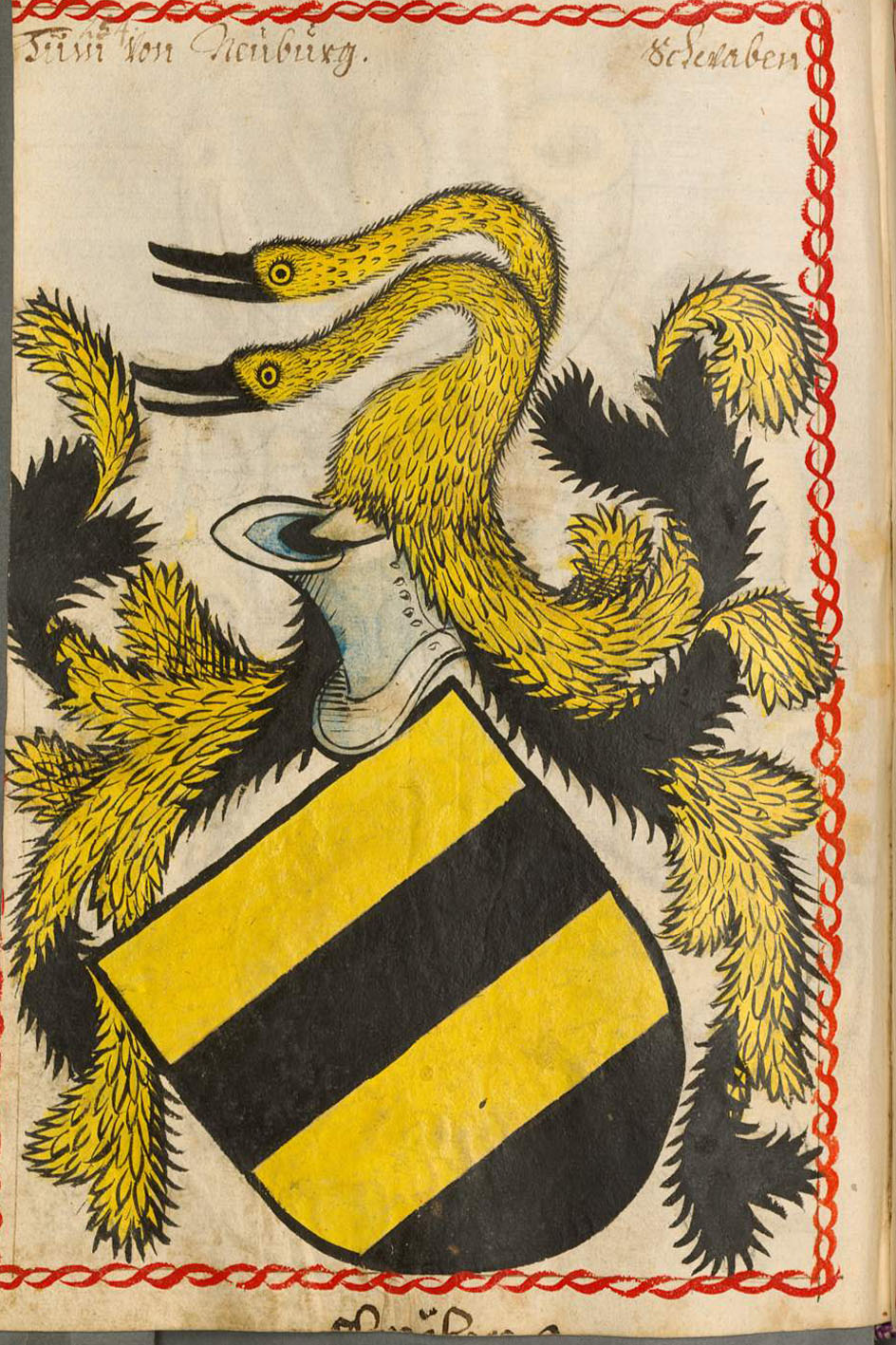
Wappen der Thumb von Neuburg, Scheiblersches Wappenbuch, älterer Teil, zw. 1450 u. 1480
Wappen der Ritter von Schellenberg
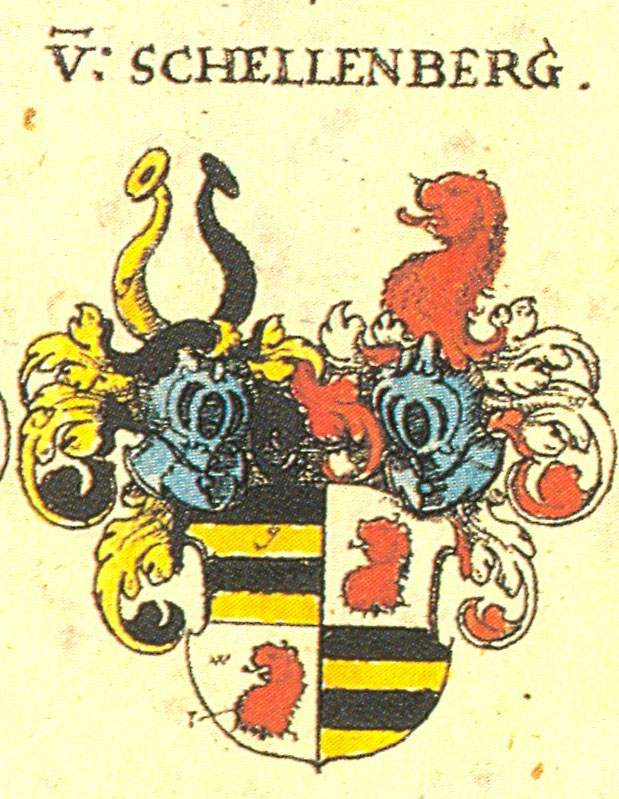
Gemehrtes Wappen derer von Schellenberg, Siebmachers Wappenbuch von 1609

## Bedeutende Vertreter
- Ritter Ulrich von Schellenberg zu Kißlegg (1478–1549), Doctor beider Rechte, Eques auratus, Feldhauptmann und Kriegsrat der Kaiser Maximilian I. und Karl V.
- Junker Hans von Schellenberg, Herr zu Hüfingen, Staufen und Randegg, genannt der Gelehrte (1551–1609); Stadtherr von Hüfingen, Obermann der hegauischen Ritterschaft und kaiserlicher Gesandter, gehörte zu den einflussreichen Männern der Baar und des Bodenseeraums; auf Schloss Randegg trug er eine umfangreiche Bibliothek zusammen, zu der auch die berühmte Manessische Liederhandschrift gehört haben soll; sein gleichnamiger Grossvater baute nach 1523 das obere Schloss in Hüfingen wieder auf und soll auch die Burg Staufen wieder instand gesetzt haben.
- Alwig X. von Sulz und sein Sohn Rudolf V. von Sulz, Grafen von Vaduz und Schellenberg

## Burgen
Heute sind noch diverse Ruinen und Burgen sichtbar:
- Burgruinen in Schellenberg (Liechtenstein)
- Hinang (Hugnang) in Sonthofen-Altstädten
- Burgruine Rothenfels bei Immenstadt
- Neuenburg (Neusulzberg, Neu-Durach) in Durach
- Burgruine Sulzberg in Sulzberg
- Schloss Wasserburg